# آدم إيدلمان
آدم إيدلمان (بالعبرية: אדם אדלמן‏) (بالإنجليزية: Adam Edelman) هو مهندس ميكانيك إسرائيلي وأمريكي، ولد في 14 مارس 1991 في بوسطن في الولايات المتحدة.

## وصلات خارجية
- الموقع الرسمي
- آدم إيدلمان على موقع IBSF (الإنجليزية)
- آدم إيدلمان على موقع اللجنة الأولمبية الدولية (الإنجليزية)
- آدم إيدلمان على موقع أوليمبيديا (الإنجليزية)